# ウィリアム・フルード
ウィリアム・フルード(英語: William Froude/ˈfruːd/、1810年11月28日 - 1879年5月4日）は、イギリスの技術者、水力学者および船舶工学者。イギリス南部のデヴォンで生まれ、南アフリカのサイモンズタウンで死去。水が船舶に与える抗力（抵抗）を求めたり、船舶の安定性を予測するための、信頼性の高い法則を最初に考案した。

## 生涯
フルードは、1810年にデヴォンのダーティントンで生まれ、ウェストミンスター・スクールとオックスフォード大学オリオル・カレッジで学び、1832年に数学で一級優等学位を取得し卒業した。
卒業後、まずは測量技師として南東鉄道 (South Eastern Railway) に雇われた。1837年にはイザムバード・キングダム・ブルネルによりブリストル・エクスター線 (en:Bristol and Exeter Railway) の一区間の建設責任者に任じられることとなった。石造斜橋の緩和曲線と形状を経験的に設定する手法は、このころ編み出された。
その後、ブルネルの勧めでフルードはその研究対象を航行中の船舶の安定性問題に向け、1861年に王立造船技術研究所(en:Royal Institution of Naval Architects)で発表した論文は船の設計に大きな影響を与えた。次に、最も効率の良い船体形状を得ることが求められたが、彼は縮小模型による実験でこれに応えた。すなわち、現在フルード数と呼ばれている無次元数による相似則を確立し、これによって、実際の大きさの船の振る舞いを、縮小模型による実験結果から予測することができるようになった。彼の模型実験は、海軍本部主導の実物大実験で検証されることになり、世界初の（実物大）船舶実験用プールがトーキーにある彼の家に公費で作られた。こうしてフルードは数式と実験との結合に成功したが、縮小模型による実験結果を数式処理し実物での予測を立てるというこの手法はかなりうまくいくため、現在まで使われるものとなっている。
1870年王立協会フェロー選出。1879年、休暇中にイギリス海軍の公賓として訪れていた南アフリカ共和国のサイモンズタウンで死去し、海軍葬が行なわれ埋葬された。
兄弟に歴史家のジェームス・アンソニー・フルード(en:James Anthony Froude)と、作家で聖職者のリチャード・ハーレル・フルード(en:Richard Hurrell Froude)がいた。
また、ダートマスの首長であり事業家で下院議員をつとめたアーサー・ハウ・ホールズワース(en:Arthur Howe Holdsworth)の娘であるキャサリン・ヘンリエッタ・エリザベス・ホールズワースと結婚していた。